# Nkulunkulu Mnikati wetibusiso temaSwati
Nkulunkulu Mnikati wetibusiso temaSwati is het volkslied van Swaziland.
| Nkulunkulu Mnikati wetibusiso temaSwati; Siyatibonga tonkhe tinhlanhla; Sibonga iNgw enyama yetfu. Live netints aba nemifula. Busisa tiphatsimandla takaNgwane; Nguwe wedvwa Somandla wetfu; Sinike kuhlakanipha lokungenabucili Simise usicinise, Simakadze. | O Lord our God, bestower of the blessings of the Swazi; We give Thee thanks for all our good fortune; We offer thanks and praise for our King And for our fair land, its hills and rivers. Thy blessings be on all rulers of our Country; Might and power are Thine alone; We pray Thee to grant us wisdom without deceit or malice. Establish and fortify us, Lord Eternal. |

Onafhankelijke staten: Algerije · Angola · Benin · Botswana · Burkina Faso · Burundi · Centraal-Afrikaanse Republiek · Comoren · Congo-Brazzaville · Congo-Kinshasa · Djibouti · Egypte · Equatoriaal-Guinea · Eritrea · Ethiopië · Gabon · Gambia · Ghana · Guinee · Guinee-Bissau · Ivoorkust · Kaapverdië · Kameroen · Kenia · Lesotho · Liberia · Libië · Madagaskar · Malawi · Mali · Marokko · Mauritanië · Mauritius · Marokko · Mozambique · Namibië · Niger · Nigeria · Oeganda · Rwanda · Sao Tomé en Principe · Senegal · Seychellen · Sierra Leone · Somalië · Soedan · Swaziland · Tanzania · Tsjaad · Togo · Tunesië · Zambia · Zimbabwe · Zuid-Afrika · Zuid-Soedan
Niet algemeen erkende landen: Somaliland · Westelijke Sahara
Afhankelijke gebieden: Mayotte · Réunion (onofficieel) · Saint Helena, Ascension and Tristan da Cunha (onofficieel)